# Shtjefën Kostantin Gjeçov
Shtjefën Kostantin Gjeçov OFM (ur. w 1874 w Janjevie, zm. 14 października 1929) – albański franciszkanin, teolog katolicki, prawnik.

## Życiorys
Urodził się w 1874 jako Hil Gjeçov, w rodzinie albańskiej Janjevie w Kosowie. Do franciszkanów wstąpił w 1892. Studiował teologię i prawo w Innsbrucku i Leuven. W pierwszych latach XX w. rozpoczął studia nad tradycją i legendami albańskimi, przede wszystkim związanymi z północnymi skupiskami Albańczyków na Bałkanach. Spisywane przez siebie opowieści zaczął publikować w 1913 na łamach czasopisma Hylli i Dritës, ukazującego się w Szkodrze. Gjeçov zebrał i wydał w obszernej formie Kanun Leki Dukagjiniego, kodeks albańskiego prawa zwyczajowego. Ostatnie wydanie Kanunu ukazało się w 1933, już po śmierci Gjeçova, zastrzelonego w 1929 przez serbskiego nacjonalistę.